# 真光广学大楼
真光大楼和广学大楼是位于上海市黄浦区的两幢平面连通的历史建筑。真光大楼居于东侧，高9层；广学大楼处于西侧，高8层。两幢建筑的门牌号分别为圆明园路209号和虎丘路128号。1994年，真光大楼和广学大楼均被列为第二批上海市优秀历史建筑。

## 历史
真光广学大楼是出版商中华浸信会书局和广学会的联合大楼，其所处的地块原为兰心大戏院所有。大楼东半部分为真光大楼，原由浸会书局所有，又名“浸信会大楼”，“真光”之名来自该书局的出版物《真光》月刊；大楼的西半部分为广学大楼，又名“广学会大楼”，原为广学会所有。
中华浸信会书局原名美华浸信会书局，于1899年成立于广州。受沙基惨案的影响，书局于1926年迁往上海，并于协进大楼内办公。广学会则于1887年创立于上海。为兴建大楼，浸会书局投资38.5万两白银，广学会投资35万两白银。建筑由邬达克设计，洽兴营造厂承建，1930年8月获建筑许可。是年9月，浸信会书局举办开工典礼，建筑正式开工建造。1930年12月，该建筑完成了底层混凝土浇注。1931年，建筑的设计方案经历了一系列修改，这些修改使得大楼的两翼更好地融为一体。1932年3月，工程竣工。1932年5月，广学会举办了新建筑的开幕典礼。建筑落成后，真光一侧用作书局各部门，及所属机构美南浸信会差会的办公场所，设计师邬达克本人亦在此楼中办公，直至1947年为止。此外，沪江商学院也设立于真光大楼一侧。广学大楼一侧底层设置开架式书店，顶部几层为广学会的办公场所及员工宿舍，其余房屋用于出租，租户包括苏格兰圣经会等宗教机构，若干电影公司和各类商行。
1957年，真光广学大楼被房管部门接管。1994年，真光大楼和广学大楼均被列为第二批上海市优秀历史建筑。2004年，它们又被列为黄浦区登记不可移动文物。在改建前，该建筑用作一些企事业单位的办公场所。21世纪初，大楼作为洛克·外滩源项目的一部分得到了改建。改建工程于2008年开工，2013年竣工。2016年，上海时装周的部分活动在该建筑内举办。2022年7月，真光、广学大楼啟動外立面修缮。

## 建筑
真光广学大楼位于香港路北侧，圆明园路以东，虎丘路以西，总建筑面积0.74万平方米。建筑平面为U字形，开口朝北。其中，真光大楼一侧高9层，广学大楼一侧高8层，两侧建筑布局基本相同。大楼采用钢筋混凝土框架结构，交叉梁薄壳基础。
真光广学大楼是一幢装饰艺术风格的建筑。建筑立面由褐色面砖和少量浅色石材构成，其上壁柱密布。其中，主要壁柱的截面为皇冠形，次要壁柱的截面则为锐角三角形。壁柱上部逐层收分，收分处饰以浅色石材。这种锐利的壁柱强调了竖向线条。相邻两列壁柱之间设有狭长的窗带。建筑东立面正中四列窗带顶部为尖券窗，西立面正中若干窗带则置于一个由实墙面构成的巨大尖拱券之下，该墙面贯通建筑的2-8层。建筑在圆明园路和虎丘路上各有一个入口，入口处均为平拱券，并作叠涩凹进的处理。建筑细部装饰极少，具有现代建筑简洁的特点。
建筑入口后方为门厅，门厅后方设有两部电梯和卫生间。建筑最北端为楼梯间，其布局较为紧凑；办公场所则分布于走廊的两侧。大楼内公共空间的地面铺设水磨石或马赛克，走廊边缘水磨石地面上翻形成踢脚线。建筑配备消防设备、供暖系统、通风系统等公共设施。
真光广学大楼的设计被认为是邬达克设计生涯的转折点。在完成该建筑的设计后，邬达克转变为一位追求新建筑风格的建筑师，对现代风格的发挥亦更加自由。